# 서양호
서양호(徐良鎬, 1967년 10월 15일 ~ )는 대한민국의 정치인이다. 민선 7기 서울특별시 중구청장이다.

## 학력
- 석관초등학교
- 경희중학교
- 청량고등학교
- 숭실대학교 철학 학사

## 경력
- 바른정치시민연대 운영위원
- 1997 제15대 대통령 선거 새정치국민회의 김대중 대통령 후보 선거대책위원회 청년특별위원회 부위원장
- 새정치국민회의 중앙당 청년특별위원회 부위원장
- 1998.05 서울특별시 동대문구청 업무 인수위원회 위원
- 1998.07 유덕열 서울특별시장 동대문구청장 비서, 별정직 주사보
  - 구청 구정기획단 근무
- 2000.05 새천년민주당 동대문구 갑 김희선 제16대 국회의원 보좌관, 서기관
- 젊은한국 운영위원
- 청량고등학교 총동문회 감사
- 2003.01 ~ 2007.07: 참여정부 청와대 대통령비서실 행정관
- 2006.03 ~ 2007.03: 대통령직속 동북아시대위원회 자문위원
- 2011.09 ~ 2011.10: 2011년 하반기 재보궐선거 무소속 박원순 서울특별시장 후보 조직특보
- 2011.12 ~ 2012.03: 제19대 국회의원 선거 서울 동대문구 갑 민주통합당 국회의원 예비후보
- 2016.11 ~ 2020.06: 두문정치전략연구소 소장
- 2018.02: 더불어민주당 정책위원회 부의장
- 2018.02: 서울특별시교육청 교육자치특별보좌관
- 2018.03 ~ 2019.02: 건국대학교 행정대학원 초빙교수
- 2018.07 ~ 2022.06: 제43대 서울특별시 중구청장(민선 7기, 더불어민주당, 초선)

## 역대 선거 결과
|  | 39.97% |

|  | 51.36% |

|  | 49.59% |